# Daigo (keizer)
Keizer Daigo (醍醐天皇, Daigo-tennō, Kyōto,6 februari 885 – 23 oktober 930) was de 60e keizer van Japan volgens de traditionele opvolgvolgorde. Hij regeerde volgens de Japanse kalender van de 3e dag van de 7e maand van Kanpyō 9 (897) tot de 22e dag van de 92 maand van Enchō 8 (930). Zijn mausoleum staat bekend als Nochi no Yamashina no misasagi, en is gelegen in Fushimi-ku.

## Genealogie
Voor Daigo’s troonsbestijging was zijn persoonlijke naam (imina) Atsuhito-shinnō (敦仁親王).
Atsuhito-shinnō was de oudste zoon van keizer Uda en Fujiwara no Taneko; de dochter van Fujiwara no Takafui.
Daigo had tijdens zijn leven 21 keizerinnen, hofdames en concubines. Met hen kreeg hij in totaal 36 kinderen.

## Leven
Daigo volgde zijn vader op toen die in Kanpyō 9 (897) aftrad. Toen Daigo hem opvolgde, werd traditiegetrouw een nieuw tijdperk ingeluid: Shōtai.
In 901 vond een schandaal plaats rondom Sugawara no Michizane, die ervan werd beschuldigd samen te spannen tegen Daigo. Exacte gegevens over dit gebeuren ontbreken daar Daigo vrijwel alle documenten omtrent deze gebeurtenis liet vernietigen. In 905 presenteerde Ki-no Tsurayuki aan keizer Daigo de Kokin Wakashū, een collectie van Wakapoëzie.
In 929 werd Japan geteisterd door enkele grote overstromingen. In 930 zorgde een blikseminslag voor een grote brand in het Keizerlijk paleis, waarbij enkele hoge lieden aan het hof het leven verloren. Velen zagen dit als een daad van de op wraak beluste geest van Sugawara no Michizane.
Na 34 jaar te hebben geregeerd, werd Daigo ziek. Uit angst dat hij de ziekte mogelijk niet zou overleven, trad hij af ten gunste van zijn zoon, Suzaku. Aanvankelijk leek Daigo toch van de ziekte te herstellen. Hij trok zich terug in een klooster, en nam de naam Hō-kongō aan. Niet veel later stierf hij echter toch op 46-jarige leeftijd.

## Tijdperken
Daigo’s regeerperiode omvat de volgende tijdsperiodes binnen de Japanse geschiedenis:
- Kanpyō (889-898)
- Shōtai (898-901)
- Engi (901-923)
- Enchō (923-931)

* Regent Jingu staat niet op de traditionele lijst.